# Божил Колев
Божил Колев (роден на 12 януари 1949 г. в село Ракла, община Дългопол, област Варна) е бивш български футболист, който играе като стопер и дефанзивен полузащитник. Легенда на Черно море (Варна) и ЦСКА (София).
С националния отбор на България участва на Световното първенство през 1974 г. в Германия.

## Футболна кариера
На 10-годишна възраст започва да тренира футбол в школата на Черно море. Дебютира за мъжкия тим на „моряците“ на 13 август 1967 г., при домакинската загуба с 2:3 от ЦСКА. Макар само на 18 години, той започва като титуляр в защитата на варненци и дори бележи втория гол в тяхна полза.

### ЦСКА
През 1970 г. Колев е привлечен в ЦСКА (София), където остава общо 9 сезона. Дебютира официално за отбора на 13 октомври 1970 г. при победа с 2:0 срещу Марек (Дупница) на стадион „Бончук“ в 6-ия кръг на сезон 1970/71. За ЦСКА записва общо 254 мача и 63 гола в А група.
Става общо 5 пъти шампион на България и три пъти носител на националната купа.
Той е варненският рекордьор по участия в националните гарнитури: 8 гола и 60 мача в мъжкия, 9 – в младежкия и 14 – в юношеския тим на страната. Участник на финалите на Световното първенство през 1974 г. Шест пъти е извеждал мъжкия отбор като капитан.

### Омония
През 1981 г. Колев преминава в кипърския шампион Омония, където старши треньор е Васил Спасов. Дебютира официално на 16 септември 1981 г. при загуба с 0:3 на Ещадио да Луж от португалския Бенфика в първия кръг от Купата на европейските шампиони. Играе 90 минути и на реванша в Кипър на 30 септември, който е загубен с 0:1. Впоследствие Колев записва 4 мача в местното първенство, но получава тежка контузия, заради която слага край на кариерата си на 32-годишна възраст.

## Треньорска кариера
Бил е и помощник на националния селекционер Христо Бонев на финалите на Световното първенство през 1998 г., треньор на ЦСКА, на кипърските Омония (Никозия) и Неа Саламис Фамагуста, играещ треньор в родния си отбор и старши треньор на Черно море Варна и Добруджа Добрич (от началото до средата на есенния полусезон през 1982 г. в Северна Б група).
Футболист №1 на Варна за XX век и 18-и в класацията на ФИФА за най-резултатните защитници в националните първенства.